# A. J. Cronin
Archibald Joseph Cronin (Cardross, 19 de Julho de 1896 — Montreux, 6 de Janeiro de 1981) foi um escritor escocês.
Era formado em Medicina. Escreveu romances idealistas de crítica social, traduzidos em vários idiomas, e alguns deles adptados ao cinema e à televisão, como The Citadel (1937) e  The Minstrel Boy (1975)

## Obras
| nº  | Título em Português                                                      | Título original                                      | Ano                    | Tradutor(a)                                                                   |
| --- | ------------------------------------------------------------------------ | ---------------------------------------------------- | ---------------------- | ----------------------------------------------------------------------------- |
| #01 | O Castelo do Homem sem Alma ou com o subtítulo A família Brodie: romance | Hatter's Castle                                      | (1931)                 | Raquel de Queiroz                                                             |
| #02 | Três amores                                                              | Three Loves                                          | (1932)                 | S. Martins Lopes Correa                                                       |
| #03 |                                                                          | Kaleidoscope in "K"                                  | (1933)                 |                                                                               |
| #04 | Encontro de Amor ou O romance do Dr. Harvey Leith                        | Grand Canary                                         | (1933)                 | Adalgisa Nery                                                                 |
| #05 |                                                                          | Woman of the Earth                                   | (1933)                 |                                                                               |
| #06 |                                                                          | Country Doctor                                       | (1935)                 |                                                                               |
| #07 | Sob a Luz das Estrelas                                                   | The Stars Look Down                                  | (1935)                 | Berenice Xavier ou Rubem Braga                                                |
| #08 | A dama dos cravos                                                        | Lady with Carnations                                 | (1976)                 | Osorio Borba                                                                  |
| #09 | A Cidadela                                                               | The Citadel                                          | (1937)                 | Genolino Amado                                                                |
| #10 | Noites de Vigília * ou Vigília na noite **                               | Vigil in the Night ou Sisters                        | (série, 1939)          | *trad. Gulnara Lobato de Morais Pereira **trad. Isabel Paquet de Araripe      |
| #11 | Os Deuses Riem                                                           | Jupiter Laughs                                       | (peça de teatro, 1940) | Rachel de Queiroz                                                             |
| #12 |                                                                          | Child of Compassion                                  | (1940)                 |                                                                               |
| #13 | A neve apaga tudo                                                        | Enchanted Snow                                       | (1940)                 | A. B. Pinheiro de Lemos                                                       |
| #14 | A coragem de resistir                                                    | *The Valorous Years                                  | (1940)                 | Lidia Tannure                                                                 |
| #15 | As chaves do reino                                                       | The Keys of the Kingdom                              | (1941)                 | Ilka Labarthe e R. Magalhães Junior (outra tradução Hamilcar de Garcia)       |
| #16 | Aventuras da maleta negra ou Os gerânios tornam a florir                 | The Adventures of a Black Bag                        | (1943, rev. 1969)      | Raquel de Queiroz                                                             |
| #17 | Anos de Ternura                                                          | The Green Years                                      | (1944)                 | Rachel de Queiroz                                                             |
| #18 | Anos de Tormenta                                                         | Shannon's Way                                        | (1948)                 | Wanda Murgel de Castro                                                        |
| #19 | Uma Estranha Mulher* ou O amor que não morreu**                          | Gracie Lindsay                                       | (1978)                 | *(trad. Gulnara Lobato de Morais Pereira) **(trad. de Hamilcar de Garcia)     |
| #20 | Almas em Conflito* ou O Jardineiro Espanhol**                            | The Spanish Gardener                                 | (1950)                 | *(trad. de Gulnara Lobato de Morais Pereira) **(trad. Luzia Machado da Costa) |
| #21 | Um erro judiciário* ou Algemas Partidas**                                | Beyond This Place                                    | (1953)                 | *trad. Luiz Corção Braga **(trad. de Gulnara Lobato de Morais Pereira)        |
| #22 | Pelos Caminhos de Minha Vida                                             | Adventures in Two Worlds                             | (1952)                 | Ronaldo Sergio de Biasi                                                       |
| #23 | Fugindo do medo                                                          | Escape from Fear                                     | (1954)                 | A. B. Pinheiro de Lemos                                                       |
| #24 | Mais Forte que o Amor                                                    | A Thing of Beauty ou Crusader's Tomb                 | (1956)                 | Hamilcar de Garcia (outra tradução João Távora)                               |
| #25 | O farol do norte -                                                       | The Northern Light                                   | (1958)                 | João Távora                                                                   |
| #26 |                                                                          | The Innkeeper's Wife                                 | (1958)                 |                                                                               |
| #27 | A missão do doutor Murray: romance* ou O médico nativo**                 | The Native Doctor ou An Apple in Eden                | (1959)                 | *Lúcia Jordão Villela **A. B. Pinheiro de Lemos                               |
| #28 | A árvore de Judas* ou A figueira de Judas**                              | The Judas Tree                                       | (1961)                 | *Olívia Krähenbühl ** M. C. Palhares dos Santos                               |
| #29 | A sombra do passado* ou Sombras numa vida : romance**                    | A Song of Sixpence                                   | (1964)                 | *Hamilcar de Garcia ou ainda **Leônidas Gontijo de Carvalho                   |
| #30 | Reencontro: romance                                                      | A Pocketful of Rye (sequência de A song of sixpence) | (1969)                 | Vera Maria Teixeira Soares                                                    |
| #31 | O jovem trovador                                                         | Desmonde ou The Minstrel Boy                         | (1975)                 | Ana Lucia Deiró Cardoso                                                       |
| #32 | Médico de aldeia                                                         | Doctor Finlay of Tannochbrae                         | (1978)                 | Mário Molina                                                                  |